# رطن ثنائي اللون
رطن ثنائي اللون (الاسم العلمي: Krameria bicolor) هو نوع من النباتات يتبع جنس الرطن من الفصيلة الرطنية.